# Rubempré
Pour les articles homonymes, voir Rubempré (homonymie).
Rubempré (Rubimpré en picard) est une commune française située dans le département de la Somme, en région Hauts-de-France.

## Géographie

### Localisation
Rubempré est un village picard de l'Amiénois.
Limitrophe de Villers-Bocage, la localité est située à 15 km au nord-est d'Amiens, 15 km au nord-ouest de Corbie, 16 km au sud-est de Doullens, 19 km à l'ouest d'Albert, 41 km au sud-ouest d'Arras, à vol d'oiseau.
Le territoire de la commune est limitrophe de ceux de huit communes.
Les communes limitrophes sont Bavelincourt, Beaucourt-sur-l'Hallue, Hérissart, Mirvaux, Molliens-au-Bois, Pierregot, Talmas et Villers-Bocage.

### Hydrographie
La commune est située dans le bassin Artois-Picardie. Elle n'est drainée par aucun cours d'eau.

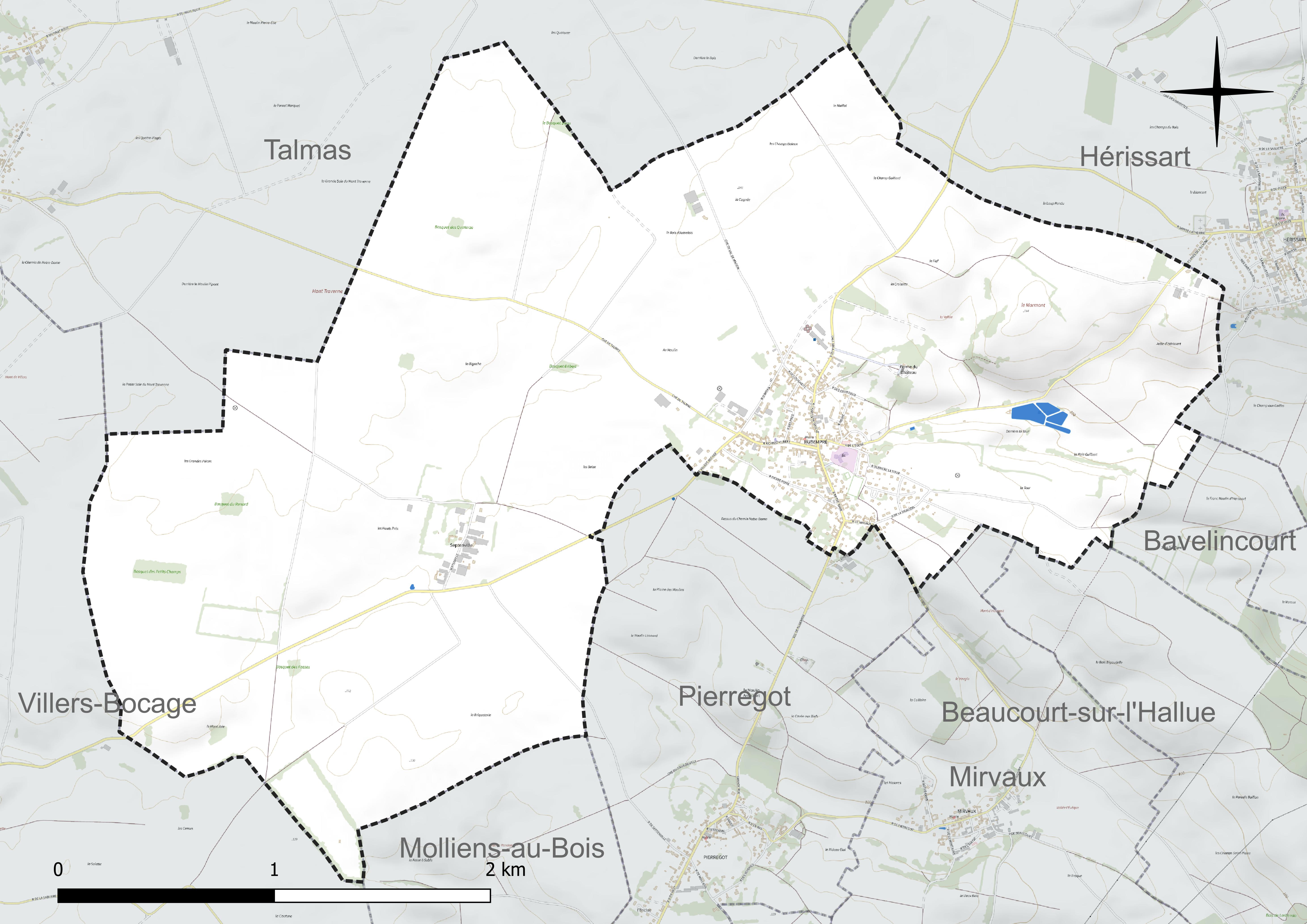
Réseau hydrographique de Rubempré.

### Climat
Pour des articles plus généraux, voir Climat des Hauts-de-France et Climat de la Somme.
En 2010, le climat de la commune est de type climat océanique dégradé des plaines du Centre et du Nord, selon une étude du CNRS s'appuyant sur une série de données couvrant la période 1971-2000. En 2020, Météo-France publie une typologie des climats de la France métropolitaine dans laquelle la commune est exposée à un climat océanique et est dans la région climatique Nord-est du bassin Parisien, caractérisée par un ensoleillement médiocre, une pluviométrie moyenne régulièrement répartie au cours de l'année et un hiver froid (3 °C).
Pour la période 1971-2000, la température annuelle moyenne est de 10,2 °C, avec une amplitude thermique annuelle de 14,1 °C. Le cumul annuel moyen de précipitations est de 814 mm, avec 12,7 jours de précipitations en janvier et 8,6 jours en juillet. Pour la période 1991-2020, la température moyenne annuelle observée sur la station météorologique la plus proche, située sur la commune de Glisy à 16 km à vol d'oiseau, est de 11,1 °C et le cumul annuel moyen de précipitations est de 646,6 mm,. Pour l'avenir, les paramètres climatiques de la commune estimés pour 2050 selon différents scénarios d'émission de gaz à effet de serre sont consultables sur un site dédié publié par Météo-France en novembre 2022.

## Urbanisme

### Typologie
Au 1er janvier 2024, Rubempré est catégorisée commune rurale à habitat dispersé, selon la nouvelle grille communale de densité à sept niveaux définie par l'Insee en 2022.
Elle est située hors unité urbaine. Par ailleurs la commune fait partie de l'aire d'attraction d'Amiens, dont elle est une commune de la couronne,. Cette aire, qui regroupe 369 communes, est catégorisée dans les aires de 200 000 à moins de 700 000 habitants,.

### Occupation des sols
L'occupation des sols de la commune, telle qu'elle ressort de la base de données européenne d'occupation biophysique des sols Corine Land Cover (CLC), est marquée par l'importance des territoires agricoles (96,3 % en 2018), une proportion identique à celle de 1990 (96,3 %). La répartition détaillée en 2018 est la suivante :
terres arables (84,4 %), prairies (8,3 %), zones urbanisées (3,7 %), zones agricoles hétérogènes (3,7 %). L'évolution de l'occupation des sols de la commune et de ses infrastructures peut être observée sur les différentes représentations cartographiques du territoire : la carte de Cassini (XVIIIe siècle), la carte d'état-major (1820-1866) et les cartes ou photos aériennes de l'IGN pour la période actuelle (1950 à aujourd'hui).

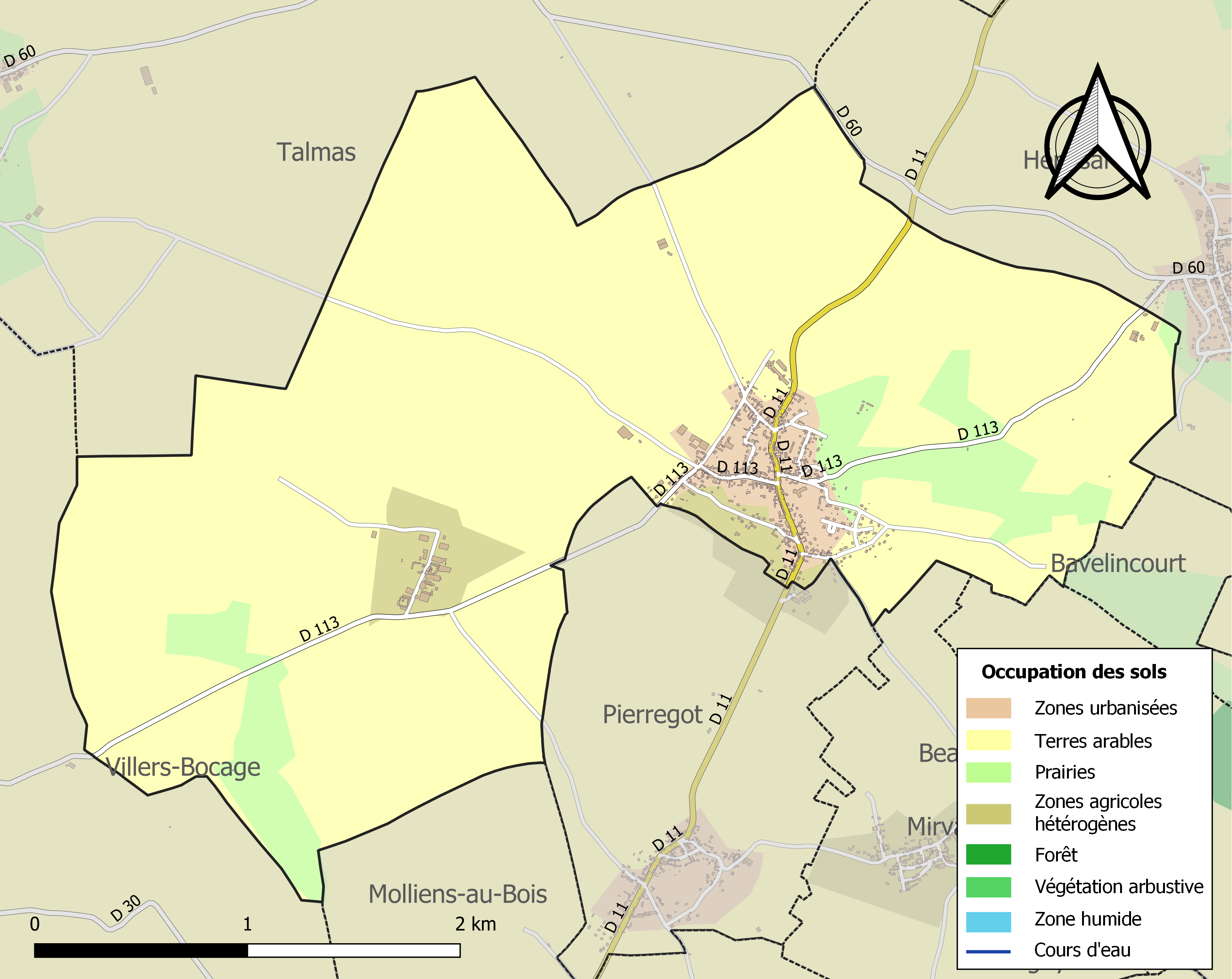
Carte des infrastructures et de l'occupation des sols de la commune en 2018 (CLC).

### Lieux-dits, hameaux et écarts
Un hameau, Septenville est distant de 2 km du chef-lieu.

### Voies de communication et transports
La localité est desservie par la ligne d'autocars no 23 (Doullens - Beauquesne - Amiens) du réseau Trans'80, Hauts-de-France, tous les jours sauf le dimanche et les jours fériés.

## Toponymie
Le nom de la localité est attesté sous les formes Riberpre (1140-1177) ; Rambertpre (1160) ; Reimberti pratum (1163) ; Rebempre (1163) ; Ramberti pratum (1255) ; Reimbertpré (11..) ; Ramberpré (1198) ; Rainbercpre (1240) ; Rebempre (1247) ; Reubempré (1253) ; Raibempré (1291) ; Reimberpré (1301) ; Remberpré (1300) ; Raimbertpre (1301) ; Rainberti pratum (1341) ; Robempré (1385) ; Rubempré (1356) ; Reubenpré (1486) ; Rembempré (1497) ; Rainbourcpére (1423) ; Reubenpré (1536) ; Rubembré (1781).

## Histoire

### Seigneurie locale
Le premier porteur du nom actuellement connu est un certain Ekkard, sieur de Rubempré, vivant au début du Xe siècle.
Selon une légende, la maison de Rubempré descendrait d'Alexandre de Hongrie, fils d'André II de Hongrie (ou de Béla III de Hongrie). Or il semble que cette prétention tire son origine du chevalier Alexandre de Rubempré, seigneur de Rubempré, qui se fit appeler « Alexandre de Hongrie, seigneur de Rubempré et fils du roi de Hongrie » après la croisade de 1248.
Un sceau portant les armes de Baudouin de Rubempré, chevalier, écuyer, seigneur de Rubempré et d'Authie au début du XIVe siècle est conservé aux Archives départementales de la Somme.
Au début du XVIe siècle (en 1505, à Amiens), Jeanne de Rubempré, nièce ou cousine de Jean II de Rubempré, héritière de la seigneurie, épouse Jacques de Bourbon-Vendôme-Ligny, dit « le Bâtard » (v. 1455-1524), descendant direct de Robert, comte de Clermont, dernier fils de Saint Louis. Par la suite, les seigneurs du lieu porteront désormais les titre et nom de « comte de Bourbon-Rubempré ».
- avant le Xe siècle-1505 : famille de Rubempré
- 1505-1598 : famille de Bourbon-Vendôme-Ligny
- 1598-XVIIe siècle : famille de Monchy
- XVIIe siècle-1774 : famille de Mailly
- 1774-1789 : famille de France d'Hézecques[22]

### Vestiges de motte féodale
Un ancien château fort médiéval, propriété de la famille de Rubempré, était situé sur un contrefort naturel au nord-est du village.
Le 14 février 1589, l'échevinage d'Amiens vote le démantèlement de cette forteresse au nom de la Ligue, car son propriétaire Charles de Bourbon-Rubempré est cousin d'Henri de Navarre, futur Henri IV.
Ce château de forme rectangulaire mesurait 40 m de long sur 34 de largeur. En 1753, il subsistait encore une tour en grès, debout jusqu'à l'époque de la Révolution française. Le lieu-dit "Derrière la tour" témoigne toujours de cette construction. Aujourd'hui, le fossé est comblé mais le profil de la motte féodale existe toujours sur un terrain privé.
À la suite du siège des ligueurs, les habitants résolurent de s'éloigner de cette forteresse qui ne pouvait désormais plus les protéger, aussi ils établirent leurs demeures davantage sur le plateau voisin, vers l'ouest, autour de l'ancienne voie romaine. L'église fut ensuite déplacée.

### Histoire moderne
Une coutume locale est rédigée en 1507 en dix articles. Elle mentionne cinq échevins signataires, renouvelables chaque année.
En 1566, un marché hebdomadaire et deux foires annuelles (établies les 25 avril et 8 octobre) sont autorisées par le roi et se sont tenues jusqu'à la Révolution.
En 1635, les récoltes sont piétinées par la cavalerie de Jean de Werth. La plaine vers Beauquesne offre alors le plus triste spectacle.
En 1636, Rubempré et Septenville sont saccagés et incendiés par les passages continuels des troupes espagnoles, particulièrement lors de la prise de Corbie. Ces raids dureront jusqu'au traité des Pyrénées en 1659.
En 1709, des détachements de l'armée du duc de Marlborough ravagent les environs.

### Harmonie de Rubempré
Formée en août 1888, elle est déclarée en préfecture par arrêté du 20 avril 1889. Présidée par Arsène Debeauvais, propriétaire à Septenville, la formation évolue rapidement. Elle est dirigée par son fondateur, Armand Prévost membre de l'Académie nationale de musique. L'harmonie donne son premier concert le 26 novembre 1888 à l'occasion de la fête de Sainte-Cécile.
En 1890 elle compte 35 exécutants, 60 membres honoraires et a déjà remporté 2 premiers prix et 1 second aux concours locaux.
Le 24 mai 1891, un concours de musique est organisé à Rubempré. La société musicale est dissoute au début des années 1980.

## Politique et administration

### Intercommunalité
La commune fait partie de la communauté de communes du Territoire Nord Picardie après avoir fait partie de la communauté de communes Bocage Hallue.

### Liste des maires
| Période                                  | Période                      | Identité             | Étiquette | Qualité |
| ---------------------------------------- | ---------------------------- | -------------------- | --------- | ------- |
| Les données manquantes sont à compléter. |                              |                      |           |         |
|                                          | 1989                         | Hervé du Mesnil      |           |         |
| mars 1989                                | 2014                         | Philippe Delaporte   |           |         |
| 2014                                     | 2020                         | Jean-Marie Rousseaux |           |         |
| 2020                                     | En cours (au 8 octobre 2020) | Anne Loire           |           |         |

## Population et société

### Démographie
L'évolution du nombre d'habitants est connue à travers les recensements de la population effectués dans la commune depuis 1793. Pour les communes de moins de 10 000 habitants, une enquête de recensement portant sur toute la population est réalisée tous les cinq ans, les populations de référence des années intermédiaires étant quant à elles estimées par interpolation ou extrapolation. Pour la commune, le premier recensement exhaustif entrant dans le cadre du nouveau dispositif a été réalisé en 2007.

En 2022, la commune comptait 723 habitants, en stagnation par rapport à 2016 (Somme : −1,26 %, France hors Mayotte : +2,11 %).
| 1793  | 1800  | 1806  | 1821  | 1831  | 1836  | 1841  | 1846  | 1851  |
| ----- | ----- | ----- | ----- | ----- | ----- | ----- | ----- | ----- |
| 1 039 | 1 081 | 1 155 | 1 282 | 1 405 | 1 387 | 1 377 | 1 396 | 1 407 |

| 1856  | 1861  | 1866  | 1872  | 1876  | 1881 | 1886 | 1891 | 1896 |
| ----- | ----- | ----- | ----- | ----- | ---- | ---- | ---- | ---- |
| 1 355 | 1 290 | 1 208 | 1 070 | 1 004 | 920  | 922  | 876  | 822  |

| 1901 | 1906 | 1911 | 1921 | 1926 | 1931 | 1936 | 1946 | 1954 |
| ---- | ---- | ---- | ---- | ---- | ---- | ---- | ---- | ---- |
| 775  | 734  | 673  | 568  | 534  | 503  | 491  | 435  | 406  |

| 1962 | 1968 | 1975 | 1982 | 1990 | 1999 | 2006 | 2007 | 2012 |
| ---- | ---- | ---- | ---- | ---- | ---- | ---- | ---- | ---- |
| 340  | 421  | 433  | 486  | 634  | 675  | 762  | 774  | 720  |

| 2017 | 2022 | - | - | - | - | - | - | - |
| ---- | ---- | - | - | - | - | - | - | - |
| 726  | 723  | - | - | - | - | - | - | - |

### Enseignement
La commune dispose d'une école publique située dans l'Académie d'Amiens, en zone B pour les vacances scolaires.
Le collège des Coudriers à Villers-Bocage assure la suite de la scolarité.

## Culture locale et patrimoine

### Lieux et monuments

#### Église Saint-Léonard
Au début du XVIIe siècle, l'église paroissiale Saint-Léonard se situe près du château fort médiéval de la famille de Rubempré, au cœur du village niché au creux de la vallée vers Hérissart.
Bâtie dans le style gothique, au niveau du cimetière actuel, et de dimensions modestes, elle est ravagée au cours des invasions espagnoles de la guerre de Trente Ans, notamment lors du siège de Corbie en 1636.
En 1656, la décision est prise de la rebâtir plus haut dans le village en réemployant une partie des matériaux.
À l'origine, le nouvel édifice avait un plan rectangulaire, avec une nef et un unique collatéral au nord, séparé de la nef par une rangée de piliers carrés, surmontés d'arcades en plein cintre.
La maçonnerie en pierre du côté sud (portant un larmier, possible remploi de l'ancienne église) ainsi que le portail occidental datent de cette première campagne de construction.
Le clocher primitif en pierre est remplacé en 1786 par le beffroi et la flèche actuelle. Trois nouvelles cloches nommées Marie (la bémol), Joséphine (si bémol) et Rosalie (do), fournies par les ateliers Cavillier, remplacent la sonnerie d'Ancien régime à partir d'octobre 1824.
En 1803, le collatéral nord est élargi de deux mètres et la face nord reconstruite en briques.
En 1828, d'importants travaux de restauration et d'agrandissement ont conféré à l'église son aspect actuel. Le nouveau plan adopté, en forme de croix latine (adjonction de deux chapelles latérales) avec une abside arrondie, comprend un vaisseau couvert par une unique charpente, l'ancien bas-côté étant définitivement englobé dans la nef.
Depuis 1846, elle renferme les reliques de saint Victorin, provenant des catacombes de Rome.

#### La Poste
Le bureau de poste, situé 18, rue Richard-Vilbert, a été construit en 1911 sur les plans de l'architecte Aimé Delarue  Inscrit MH.

### Héraldique
|  | Les armes de la famille de Rubempré, reprises par la commune se blasonnent ainsi : d'argent aux trois jumelles de gueules. . |

### Personnalités liées à la commune
- Pascal Forthuny est mort à Rubempré.
- Alain Mongrenier, artiste peintre, vit et a son atelier à Rubempré.
- Lucien de Rubempré, personnage de La Comédie humaine d'Honoré de Balzac (sans autre rapport que d'homonymie avec la commune de Rubempré).
- Maison de Mérode : certains de ses membres étaient titrés « princes de Rubempré »[34].